# Collegiata di Santo Stefano (Lenno)
La chiesa collegiata di Santo Stefano è la parrocchiale di Lenno, frazione del comune sparso di Tremezzina, in provincia e diocesi di Como; fa parte del vicariato di Lenno e Menaggio

## Storia e descrizione

### Chiesa
Rielaborata più volte nel corso dei secoli, la collegiata di Santo Stefano costituì la sede della pieve di Lenno.

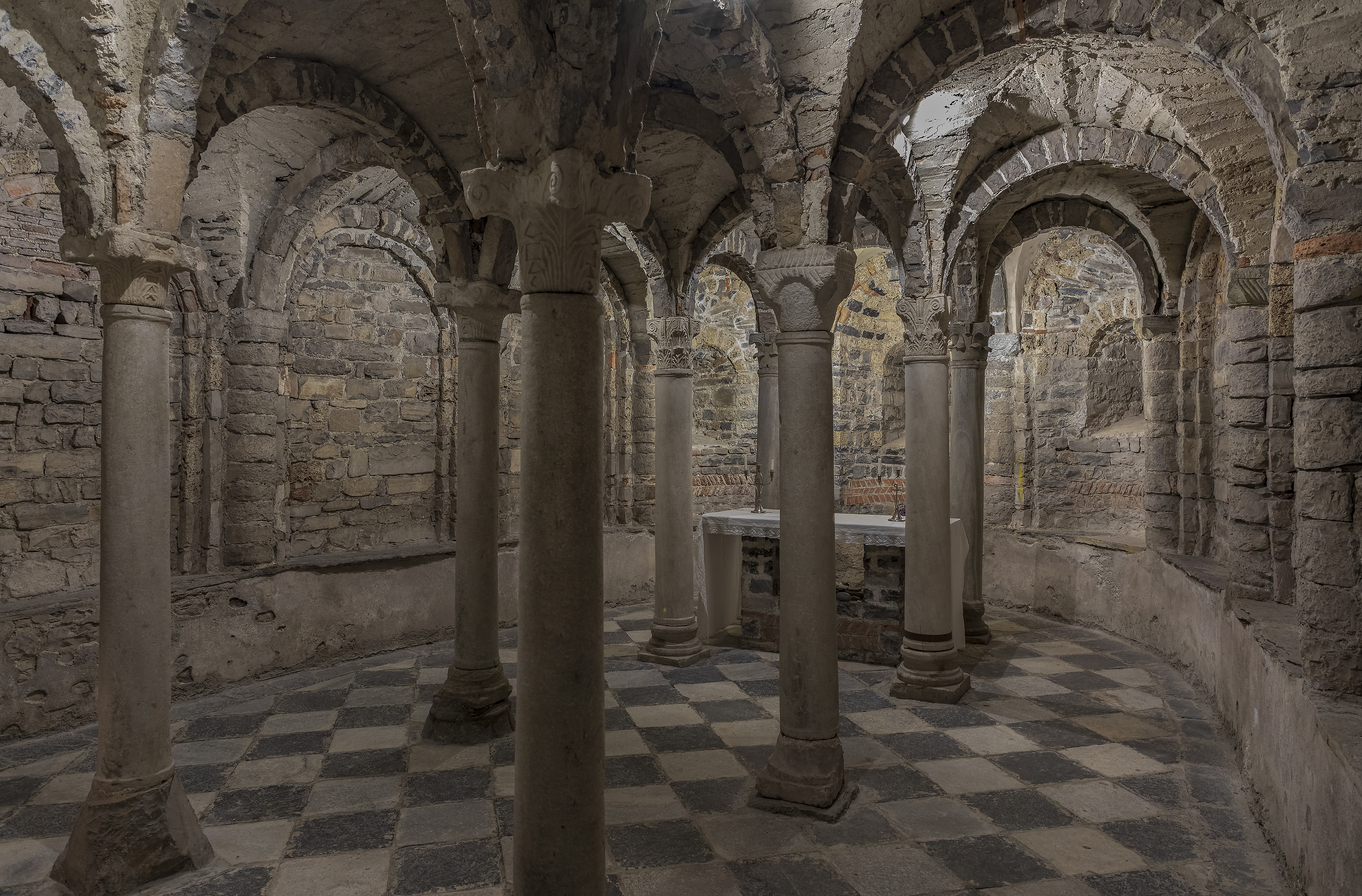
Cripta

La chiesa fu costruita nel XI secolo, come chiesa romanica eretta laddove un tempo si trovavano probabilmente alcune terme romane che si suppone facessero parte di una villa. Su tali terme era stato successivamente costruito un edificio religioso paleocristiano. All'epoca romana risale una lastra tombale incastonata nella parete esterna sinistra della chiesa. Della chiesa dell'XI secolo restano oggi la base del campanile e la cripta. Quest'ultima, a pianta trapezoidale e con volte a crociera, è divisa in tre navate da otto colonne sormontate da capitelli di reimpiego, in stili diversi, risalenti al periodo paleocristiano, alcuni dei quali in stile e di epoca carolingi. A fianco della scalinata di accesso alla cripta campeggia un affresco gotico che raffigura una santa.
Di epoca rinascimentale è invece quello che, nella prima cappella di destra, riporta un'Adorazione dei Magi. Quest'ultimo affresco, unitamente alla Natività dipinta nella stessa capella, è attribuito alla scuola di Bernardino Luini. Le navate laterali della chiesa, già esistenti verso la fine del XVI secolo, furono ottenute dalla chiusura di un porticato che correva lungo tre lati esterni dell'edificio. Al Seicento risalgono invece il pulpito, il coro in legno, le decorazioni delle cappelle laterali. Nello stesso periodo si costruirono le coperture interne delle navate e del presbiterio, decorate tuttavia nel Settecento.
Alle spalle della collegiata, che per lunghi secoli costituì la sede della pieve di Lenno, si trovavano un tempo le chiesette di Santa Maria e di San Zeno; tutti gli edifici religiosi, così come le abitazioni dei canonici e il vicino cimitero, erano circondati da un muro difensivo.

### Battistero
Ben conservato nel suo aspetto romanico è il Battistero di Santo Stefano, probabilmente ispirato al battistero di Grado. Già dedicato a San Giovanni Battista, il battistero si trova fuori dal lato sinistro della chiesa a partire dall'ultimo quarto dell'XI secolo.
Realizzato in sasso di Moltrasio, si presenta come un edificio a pianta ottagonale - tipica dei battisteri tradizionali - chiusa da un'abside originariamente semicircolare ma successivamente ingrandita e modificata secondo una forma poligonale. Le pareti esterne sono adornate da archetti pensili sorretti da lesene angolari e semicolonne. L'edificio è sormontato da una piccola lanterna a base quadrata, disposta in maniera asimmetrica rispetto al resto del battistero, nella quale si apre una bifora a doppia ghiera.